# 窑湾街道 (宜昌市)
窑湾街道是中华人民共和国湖北省宜昌市西陵区下辖的一个街道办事处。
2017年11月14日，湖北省民政厅批复同意撤销窑湾乡，2017年11月30日，宜昌市人民政府批复同意设立窑湾街道。

## 行政区划
窑湾街道下辖以下村级行政区划单位：
沙河村、唐家湾村、茶庵村、后坪村、大树湾村、黑虎山村、东山村、望洲村和石板村。